# احمد مرادپور
احمد مرادپور (متولد ۱۳۳۹، تهران) کارگردان و تدوینگر و نویسنده اهل ایران است.

## فیلمشناسی
- کارو (۱۳۹۸ کارگردان)
- سارا و آیدا (۱۳۹۵ تدوین)
- پرونده‌ای برای سارا (۱۳۹۳ تدوین، نویسنده و مشاور فیلمنامه)
- رقص پرواز (۱۳۸۳ کارگردان) (مجموعه تلویزیونی)
- رنجر (۱۳۷۸ کارگردان، تدوین)
- بهشت باران (۱۳۷۱ تدوین)
- سجاده آتش(۱۳۷۱ کارگردان، نویسنده و مشاور فیلمنامه)
- پنجاه و سه نفر (۱۳۶۸ دستیار کارگردان)
- زیر باران (۱۳۶۳ تدوین)